# Mun Chol
Mun Chol (* 13. April 1987) ist ein ehemaliger nordkoreanischer Eishockeyspieler.

## Karriere
Mun Chol trat für die nordkoreanische Nationalmannschaft erstmals bei der 2006 in der Division II an. Auch bei der Weltmeisterschaft 2009, als die Mannschaft ohne Punktgewinn den Abstieg hinnehmen musste, spielte er in der Division II. 2008 und Folgejahr spielte er mit den Ostasiaten jeweils in der Division III und stieg jeweils in die Division II auf.
Auf Vereinsebene spielte Mun für Pyongchol in der nordkoreanischen Eishockeyliga und wurde mit dem Klub 2006, 2007 und 2010 nordkoreanischer Meister.

## Erfolge und Auszeichnungen
- 2006 Nordkoreanischer Meister mit Pyongchol
- 2007 Nordkoreanischer Meister mit Pyongchol
- 2008 Aufstieg in die Division II bei der Weltmeisterschaft der Division III
- 2010 Nordkoreanischer Meister mit Pyongchol
- 2010 Aufstieg in die Division II bei der Weltmeisterschaft der Division III, Gruppe B